# Torre

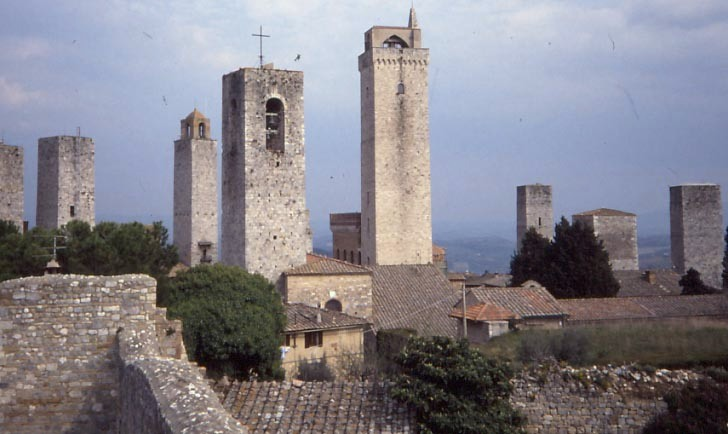
Torri di San Gimignano

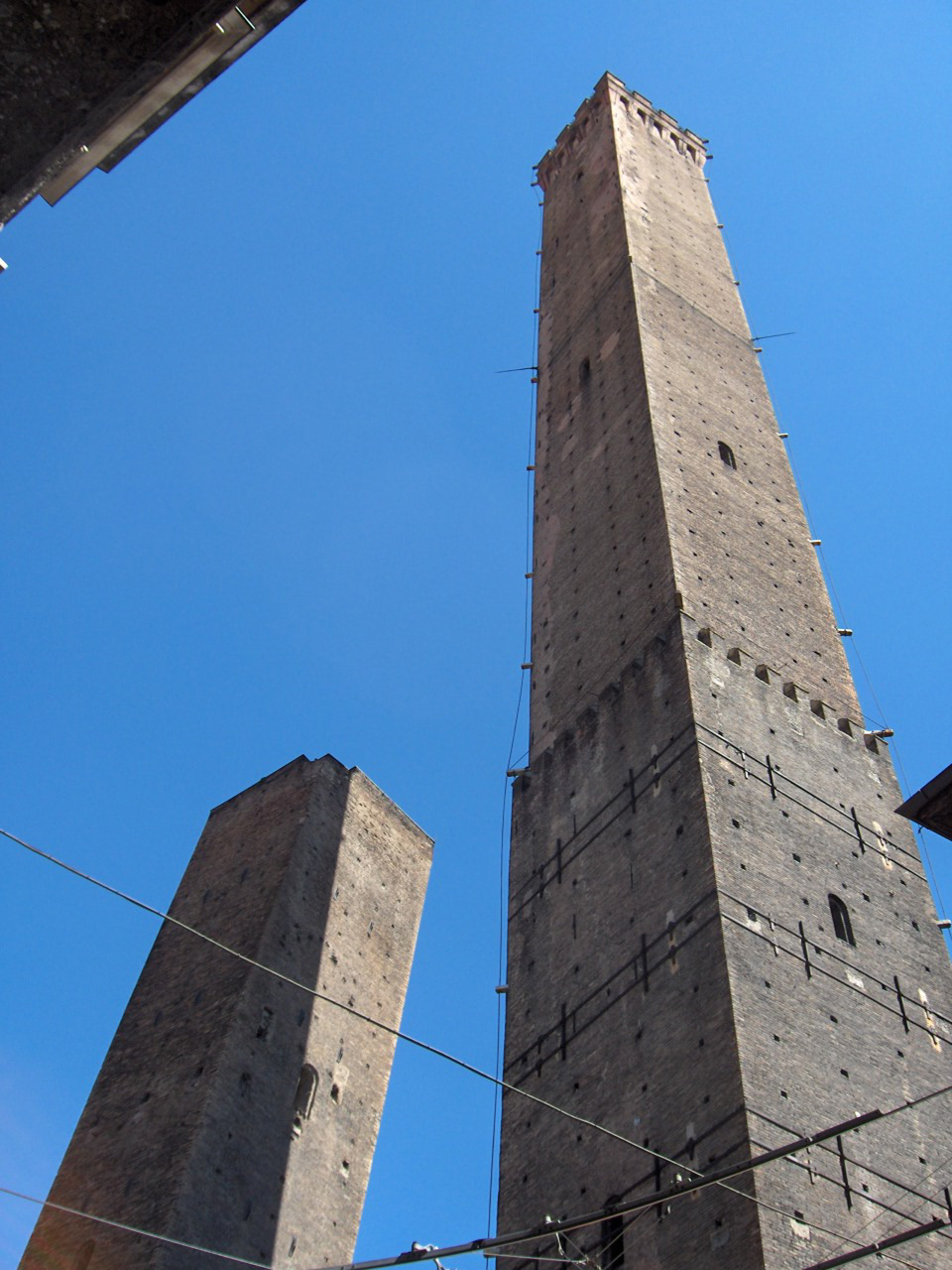
Le Due Torri di Bologna

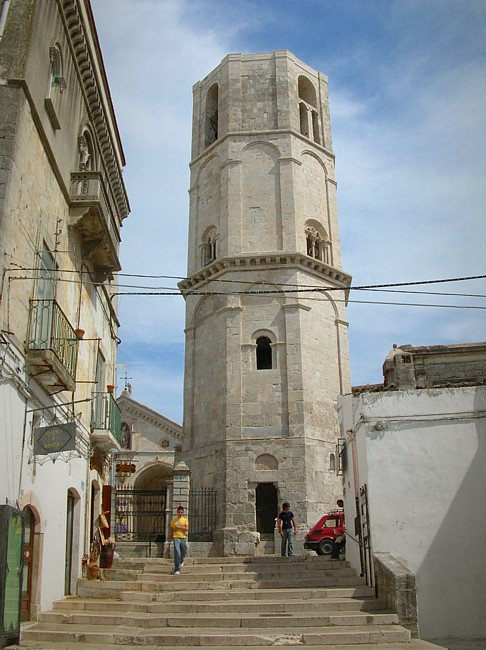
L'ottagonale campanile della Celeste Basilica di San Michele Arcangelo, Monte Sant'Angelo

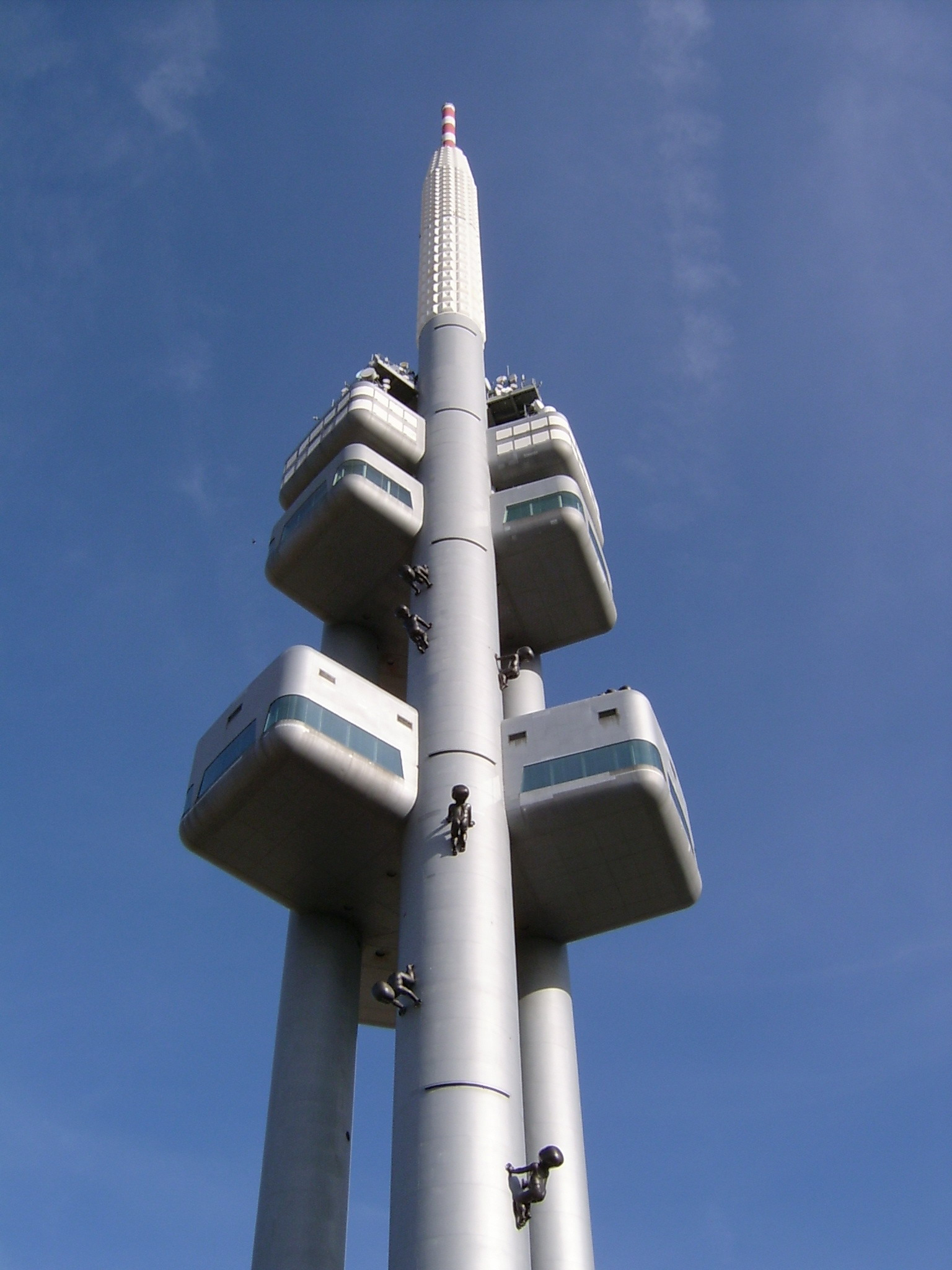
Torre televisiva, Praga

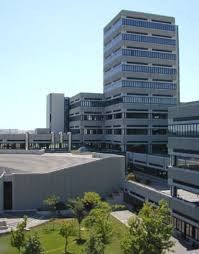
Torre dell'università di Ancona

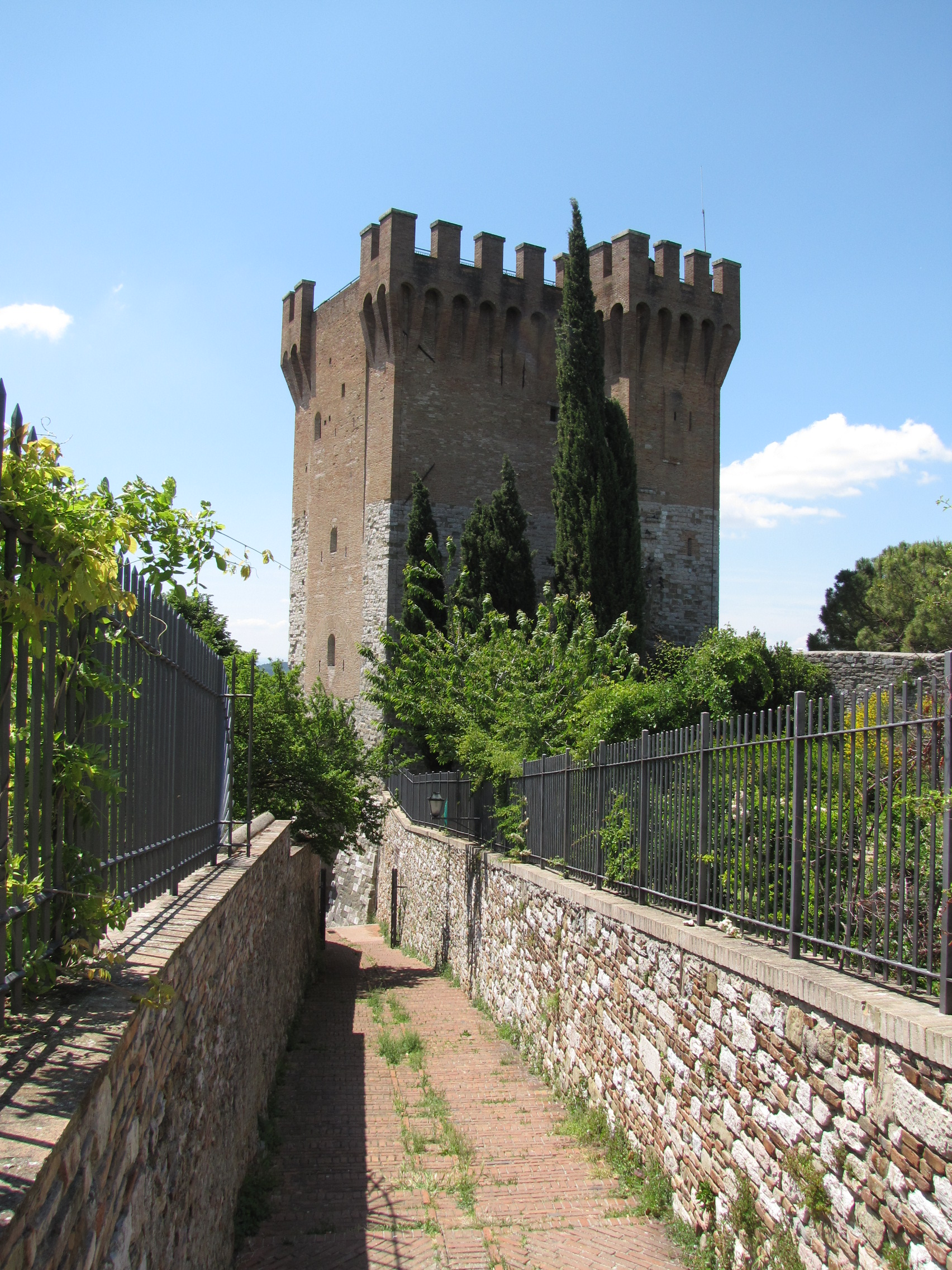
Torre del Cassero di Porta di Sant'Angelo, Perugia

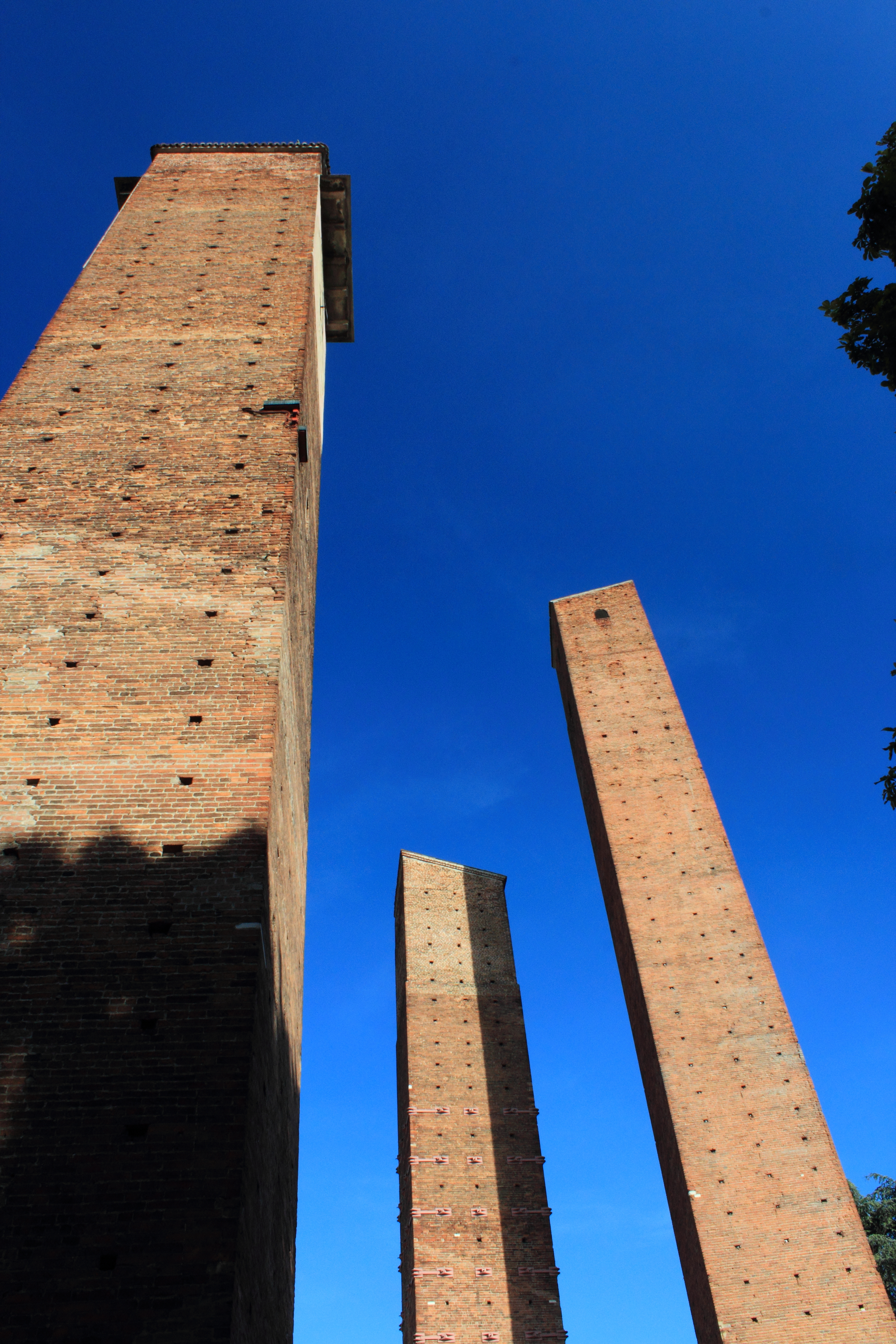
Alcune delle torri di Pavia

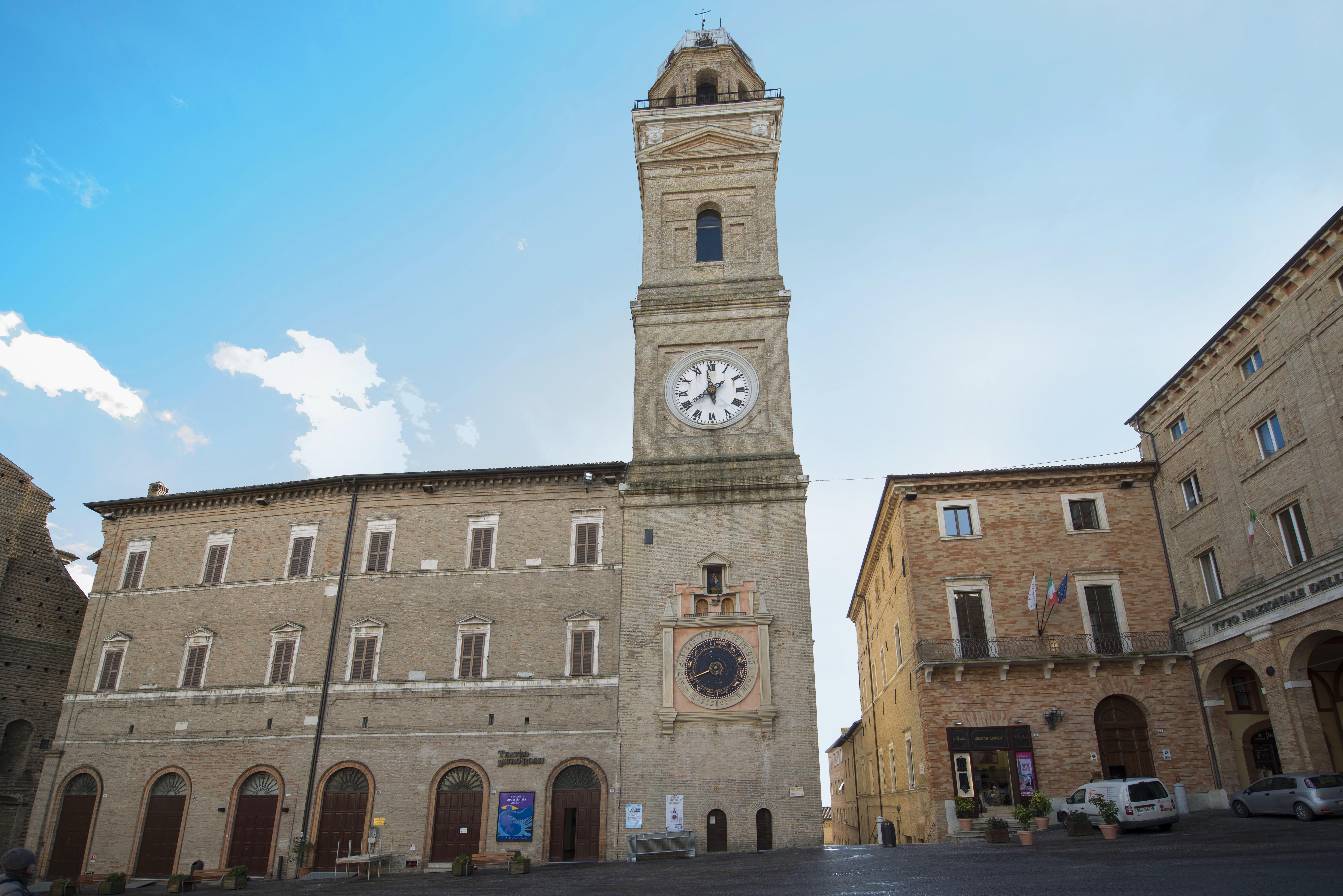
Torre Civica di Macerata

La torre è un edificio nel quale l'altezza risulta decisamente maggiore rispetto alla base. Nella storia dell'architettura le torri hanno avuto in tutto il mondo un particolare rilievo, come elementi sia funzionali (di vedetta o di avvistamento, campanili, minareti, torri dell'orologio, torri del vento, ecc.) sia di prestigio (casatorre, torre gentilizia, ecc.), spesso fondendo in un unico elemento due o più caratteristiche di fruizione.

## Storia

### Evoluzione della funzione delle torri
Le torri esistevano già nel mondo mesopotamico, greco e romano, come punti di osservazione strategici in corrispondenza dei tracciati di mura e fortificazioni. In Mesopotamia esistevano anche le ziqqurat con funzioni religiose, mentre nell'antico Egitto i templi avevano dei piloni. Della costruzione e della struttura delle torri tratta l'architetto romano Vitruvio (De Architettura, I, 10). A Roma le Mura Aureliane possiedono notevoli torri, mentre nella preistoria europea sono da menzionare le torri nuragiche dell'età del bronzo in Sardegna.
Nel mondo islamico le moschee furono costruite con i minareti che hanno una struttura a torre di diversa forma, anche a spirale come quella di Samarra in Iraq.
In India furono costruite le stupa, torri buddhiste utilizzate come santuari per contenere le reliquie dei monaci. E pare che dalle stupa in India nacquero poi le pagode, di forma quadrangolare o ottagonale, multipiano, con ogni piano dotato di un tetto a spiovente con gli angoli rivolti verso l'alto. Poi, a mano a mano che il Buddhismo si diffuse in tutta l'Asia, la pagoda si liberò del suo originario significato di tomba e gli stili divennero sempre più originali.
Il periodo di maggior diffusione delle torri in Europa, però, è stato sicuramente il Medioevo, quando vennero sfruttate, grazie alle loro caratteristiche difensive, anche per esigenze abitative: le torri permettevano infatti a ciascuna famiglia di proteggersi dai nemici presenti nella città stessa (si pensi alle lotte tra guelfi e ghibellini), ricorrendo ad alcuni precisi accorgimenti. Prima di tutto, attraverso vani di accesso (in genere fori nel pavimento muniti di botole) rialzati, rispetto alla quota del piano campagna, a livelli abbastanza elevati da potervi accedere esclusivamente tramite scale a pioli, rimovibili all'occorrenza. Per lo stesso motivo difensivo esse erano munite di mura massicce e di finestre di dimensioni molto ridotte, specialmente ai piani inferiori, dove spesso erano nient'altro che piccole feritoie. Spesso le stesse famiglie che detenevano tali torri urbane, realizzarono manufatti simili nei loro poderi sparsi nelle campagne, come documentato, fin dal Duecento, a Pavia. A partire dal X secolo l'Europa vide il moltiplicarsi delle case - torri che erano in pietra, avevano una forma rettangolare e potevano giungere a notevoli altezze, allo scopo di garantire un punto di osservazione e di difesa. Le case - torri si diffusero in tutta l'Europa occidentale nel Medioevo: in Inghilterra, Francia, Irlanda, Scozia e Italia.
La tipologia più antica di torre medievale è quella a base circolare, probabilmente ispirata dalle torri inglobate nelle mura delle città romane, che trovò diffusione nel ravennate (soprattutto nei campanili). Essa è stata ripresa nelle torri con scale in muratura, ovvero nella doppia torre scalare che serviva a raggiungere i matronei di alcune cattedrali nord-europee. Nel periodo romanico si diffuse la tipologia a base quadrata o rettangolare, ma non mancano esempi di torri a base poligonale, come le otto torri a base ottagonale nei vertici del Castel del Monte, in Puglia.

## Dettagli costruttivi
Le torri a base circolare erano staticamente più affidabili, ma anche meno facili da costruire per la necessità di tagliare i conci (le pietre), livello dopo livello, con le facce interne inclinate, come quelle degli archi. Spesso le torri medievali presentavano un semplice accorgimento per rendere più confortevole la permanenza di uomini, per lunghi periodi, in cima a una torre. Tale soluzione consisteva nell'inserimento, al piano più alto, di ballatoi esterni in legno, che ampliavano la superficie utilizzabile.
Tali strutture, inizialmente alquanto precarie, ben presto furono imitate e trasformate in elementi architettonici strutturali aggettanti "a mensola" e di particolare pregio ornamentale (quali smerlature, finte o vere caditoie, ecc.) per torri in muratura anche al fine di conferire loro maggiore prestigio.
Nel XIII secolo nell'Europa transalpina le torri vennero nuovamente costruite prima a base semicircolare, poi circolare o ottagonale. Il tipo di castello fortificato con torri a base semicircolare e poi circolare fu detto "filippiano" (da Filippo Augusto). In area italiana le torri a base rotonda si svilupparono nei castelli principeschi, regi o pontifici a partire dal XIV secolo, tuttavia, in molti comuni (poi signorie) del centro Italia, le torri circolari non si sono particolarmente diffuse. 

## Evoluzione architettonica

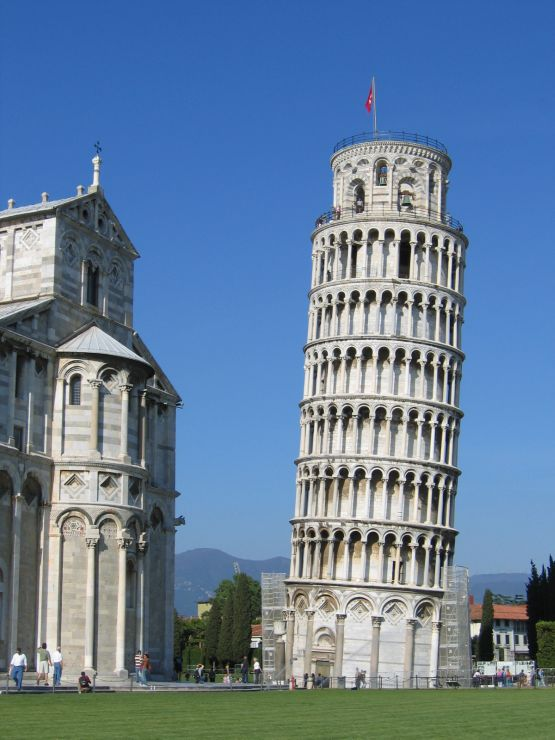
La torre di Pisa

L'altezza della torre era metro della potenza e ricchezza della famiglia che vi abitava, quindi non mancavano le sfide a salire verso l'alto, che talvolta mettevano a rischio la statica degli edifici, con conseguenti crolli, non rari, a causa dell'eccessiva snellezza.
Fu questo uno dei motivi che portarono in tutta Italia alla graduale "scapitozzatura" (cioè demolizione dei piani più alti) delle torri a partire dalla fine del XII, anche per la crescente importanza delle istituzioni comunali, che fecero sentire la loro potenza vietando ai cittadini privati di costruire al di sopra del livello della torre del palazzo del governo comunale. Anche nei secoli successivi le torri vennero gradualmente abbandonate in favore dei più confortevoli palazzi, o inglobate in questi nuovi edifici. Fulmini, terremoti e altre calamità naturali decimarono ulteriormente le torri superstiti e ancora nell'Ottocento, nonostante il revival neoclassico (che si estese anche al neo-medioevale), si continuò sporadicamente ad abbattere torri nei centri storici delle città italiane per allargare strade, creare piazze dove non ce n'erano o, insomma, mettere in atto tutti quegli interventi urbanistici regolatori tipici del periodo positivista.
Un'eccezione unica nel panorama europeo è rappresentata dalla cittadina di San Gimignano in Toscana, piccolo borgo conservatosi fino ai giorni nostri senza aver sostanzialmente mutato il suo impianto medioevale, dove un gran numero di torri non ha subito alcuna scapitozzatura e, sebbene ridotte nel numero rispetto alle più di settanta delle quali ci è pervenuta traccia certa da quell'epoca, si ergono ancora in quattordici esemplari in tutta la loro altezza (Torre Grossa, Torre Rognosa, Torri degli Ardinghelli, ecc.).
A Bologna ne sopravvivono una ventina, di cui la Torre degli Asinelli è l'unica perfettamente conservata oltre ad essere la più alta (97,20 m). Ottimamente conservate sono la Torre Azzoguidi e la Torre Prendiparte. Le due Torri di Bologna (Torre degli Asinelli e Torre della Garisenda) appartengono alla categoria delle strutture consortili, cioè quelle strutture difensive in cui trovavano rifugio gli affiliati a un partito, a una famiglia comitale (cioè di un conte), a una istituzione. Pavia nel medioevo contava circa 65 torri, tutte sorte tra l'XI e il XIII secolo, delle quali ne rimangono sei ancora integre (la più alta delle quali, la Torre del Maino, arriva a 51 metri d'altezza (Torri di Pavia). ) e una ventina scapitozzate. Bergamo conserva varie torri medievali, tra cui la Torre civica detta Il Campanon. Ad Ascoli Piceno si stima che, almeno fino alla metà del Duecento, vi fossero ben 150 torri, alte tra i 34 e i 38 metri, di cui restano integri sette esemplari (due delle quali trasformate in campanili nel basso Medioevo). A Siena la Torre del Mangia è la terza torre in Italia per altezza. Notevoli sono le torri del Castello Sforzesco a Milano (ad esempio la Torre del Filarete), uno dei maggiori castelli europei, vera cittadella militare. Torri campanarie rilevanti dal punto di vista storico-architettonico sono la Torre di Pisa, il Torrazzo di Cremona e la Ghirlandina a Modena, annesse alle rispettive cattedrali.
La tipologia della torre venne del tutto abbandonata in epoca rinascimentale, ma talvolta ne vennero inglobate le suggestioni in edifici rimaneggiati, come nelle ville agresti, che iniziarono ad essere popolari proprio in quel periodo, dove talvolta si inglobava nel nuovo edificio una vecchia torretta fortificata (si veda per esempio la Villa La Petraia presso Firenze). Non mancarono durante i secoli successivi le torri costruite, ma furono casi molto isolati, e non per funzioni abitative, ma per rendere semmai visibili da lontano alcuni elementi come orologi.
Dal punto di vista militare invece, le torri inserite, per esempio, nelle cinte murarie, divennero estremamente pericolose con le nuove armi da fuoco, che potevano farle rovinare verso la città con una sola palla di cannone, per cui vennero spesso smantellate e sostituite con bastioni e fortificazioni alla moderna.
Un vero e proprio revival delle torri come elemento ornamentale in alcune tipologie edilizie si ebbe durante l'Ottocento, quando la moda romantica del ritorno al passato fece sì che si tornassero ad usare anche in architettura stili propri di epoche precedenti.
Nell'architettura contemporanea e nell'edilizia viene definito "edificio a torre" o casa-torre un edificio, anche di tipo residenziale, particolarmente sviluppato in altezza. Negli anni del boom economico in Italia si usò definire grattacieli edifici a torre nel caso in cui la loro altezza risultasse particolarmente elevata soprattutto rispetto all'altezza media degli edifici presenti nel tessuto urbano circostante.
In Europa, fra le torri storiche più importanti, si ricordano la Torre Eiffel a Parigi, la torre del Big Ben (Elizabeth Tower) a Londra,  e le Torri del Cremlino di Mosca.